# Есьманово
Есьманово (бел. Ясьманава) — деревня в Мстиславском районе Могилёвской области Белоруссии. Входит в состав Ходосовского сельсовета.

## География
Деревня находится в северо-восточной части Могилёвской области, в пределах Оршанско-Могилёвской равнины, на берегах реки Чёрная Натопа, на расстоянии примерно 19 километров (по прямой) к западу-юго-западу (WSW) от Мстиславля, административного центра района. Абсолютная высота — 201 метр над уровнем моря.

## История
В конце XVIII века деревня Есьманово входила в состав Мстиславского воеводства Великого княжества Литовского.
Согласно «Списку населенных мест Могилёвской губернии» 1910 года издания населённый пункт входил в состав Долговичской волости Чериковского уезда Могилёвской губернии. Имелось 23 двора и проживало 180 человек (95 мужчин и 85 женщин).
Советская власть была установлена в январе 1918 года. В 1929 году был организован колхоз «Свободный труд», который в 1932 году объединял 54 хозяйства и имел 323 га пашни. Действовала начальная школа.
Во время Великой Отечественной войны, в период с 14 июля 1941 года по 28 сентября 1943 года, деревня оккупирована немецко-фашистскими захватчиками.

## Население
По данным переписи 2009 года, в деревне проживало 10 человек.